# Józef Farny
Józef Farny (ur. 1864 w Cierlicku Dolnym, zm. 1952 w Nawsiu) – polski nauczyciel, działacz narodowy oraz pomolog.

## Życiorys
Ukończył niemieckie seminarium dla nauczycieli w Cieszynie w roku 1883. Pracował jako nauczyciel w Ustroniu. Józef Farny był członkiem Polskiego Towarzystwa Pedagogicznego na Śląsku Cieszyńskim.